# Романівський орнітологічний заказник
Рома́нівський орнітологі́чний зака́зник — орнітологічний заказник місцевого значення в Україні. Розташований на околиці села Романівка Тернопільського району Тернопільської області, в межах акваторії ставу.
Створений відповідно до рішення Тернопільської обласної ради від 18 березня 1994 зі змінами, затвердженими рішенням Тернопільської обласної ради № 238 від 27 квітня 2001. Перебуває у віданні Романівської сільради.
Площа 29,8 га.
Під охороною — водно-болотна орнітофауна.
Рішенням Тернопільської обласної ради № 15 від 22 липня 1998 мисливські угіддя надані в користування Теребовлянській районній організації УТМР як постійно діюча ділянка з охорони, збереження та відтворення мисливської фауни.